# Back to the Cold War
«Back to the Cold War» —en español: «De vuelta a la Guerra Fría»— es el cuarto episodio de la vigesimoquinta temporada de la serie de televisión animada estadounidense South Park. El episodio número 315 en general de la serie, se estrenó en Comedy Central en Estados Unidos el 2 de marzo de 2022.
El episodio, que se centra en la preparación del Sr. Mackey para la guerra nuclear, y la preparación de Butters Stotch para competir en un torneo de doma, es notable por ser el primer episodio de televisión guionizado en hacer referencia a la invasión rusa de Ucrania de 2022, que comenzó seis días antes. El episodio también hace referencia a las películas de la era de la Guerra Fría Red Dawn y Rocky IV, y otros aspectos de la cultura de la década de 1980, como corbatas de piano y grandes boomboxes.

## Argumento
En South Park Elementary, el Sr. Garrison les dice a sus estudiantes de cuarto grado que él y su novio Rick se pelearon, mientras que los estudiantes están preocupados por Vladímir Putin. El Sr. Mackey entra en la clase y anuncia un simulacro de seguridad inmediato en caso de una bomba nuclear, ya que termina el simulacro con algo de «música apropiada de los años 80». PC Principal le dice a Mackey que detenga su creciente cantidad de simulacros de seguridad nuclear, ya que parece que Mackey se ha vuelto demasiado nostálgico de la época. Mackey responde colándose en la oficina del director y tomando fotografías. En una instalación ecuestre, Butters Stotch practica sus habilidades de equitación en preparación para un próximo evento de doma contra un estudiante ruso con el apellido Solokov, mientras que sus padres Stephen y Linda Stotch, que están preocupados por las habilidades de Butters, abuchean en voz alta a Solokov. Stephen advierte a Butters que el evento de doma les recuerda a la Guerra Fría y que Butters necesita derrotar a Solokov. Mientras Mackey revisa las imágenes en una máquina de microfichas, Butters le pide a Mackey asesoramiento sobre sus padres, lo que hace que Mackey exija saber todo sobre doma.
Butters intenta entrenar a su caballo, Melancholy, para realizar mejor la doma, pero Melancholy defeca constantemente y tiene relaciones sexuales con otro caballo durante una práctica. Mackey investiga la casa de la familia Solokov y encuentra a Stephen y Linda en el establo tratando de sabotear el caballo. Mackey afirma que Principal es un espía ruso y que el torneo de doma será una estratagema para lanzar misiles nucleares. Mackey va a la casa de su madre y usa una vieja computadora y un módem de acceso telefónico para infiltrarse en las computadoras de NORAD. Mackey utiliza comandos BASIC simples para convencer a las computadoras de que los rusos están atacando, y las computadoras escalan a DEFCON-3. Los rusos reciben aviso de esto y advierten a Putin, quien afirman que también se siente muy nostálgico. Mackey está a punto de escalar las computadoras NORAD a DEFCON-2 cuando su madre interrumpe y le hace darse cuenta de que la verdadera fuente de su nostalgia es el hecho de que Mackey está envejeciendo. Mackey también afirma que la era de la Guerra Fría no fue un buen momento y no un momento al que debería intentar volver. En el evento de doma, justo cuando Solokov está a punto de ganar el evento, Melancholy tiene relaciones sexuales con el caballo de Solokov, lo que resulta en que Solokov sea arrojado del caballo. Un árbitro de boxeo cuenta a Solokov y Butters gana el evento. La multitud celebra cuando Mackey llega y hace un discurso triunfal.

## Curiosidades
1. Este es el último episodio donde los chicos no tienen líneas en este episodio. La primera vez fue en "City Sushi".
2. Este es el último episodio donde los chicos no son los personajes principales.

## Recepción
Dan Caffrey con The A.V. Club le dio al episodio una «B+», ya que apreció la conversación entre Mackey y su madre, declarando: «Por sí solo, el corazón a corazón entre los Mackey funciona como la última pieza de sabiduría de South Park, un recordatorio de que, cuando anhelamos nuestros supuestos días de halcyon, a menudo solo recordamos las partes buenas. De esa manera, “Back To The Cold War” se siente en conversación con episodios como “Member Berries” (que también usó la nostalgia como justificación para la atrocidad) y el ahora clásico “You're Getting Old”». Caffrey también comentó cómo la adquisición de Mackey de la computadora NORAD fue una trama sacada directamente de la película WarGames.